# Tiga Race Cars
Tiga Race Cars – brytyjski konstruktor samochodów wyścigowych.

## Historia
Firma Tiga Race Cars została założona w 1974 roku przez kierowców Formuły 1: Tima Schenkena i Howdena Ganleya. Samochody Tiga rywalizowały w takich seriach, jak Formuła Ford, Formuła Ford 2000, Formuła Atlantic, Thundersports, Can-Am, Sports 2000, Formuła K, IMSA GT czy Grupa C. Firma rozważała także wystawienie swojego samochodu w Formule 1, opartego na Ganleyu 001 z 1975 roku.
Samochody Tiga siedmiokrotnie zdobywały tytuły w narodowych seriach Sports 2000, a w 1985 roku odniosły zwycięstwo w Grupie C w wyścigu 24h Le Mans oraz Mistrzostwach Świata Samochodów Sportowych. Firma upadła w 1989 roku, produkując do tego czasu prawie 400 samochodów.
Firma została wskrzeszona w 2012 roku przez dwukrotnego zwycięzcę 24h Le Mans w klasie LMP2, Mike'a Newtona.